# Caván
En metrología, el caván es una unidad de masa y también es una unidad de volumen o medida seca, para áridos. Utilizada en las islas Filipinas durante el periodo colonial español, cuyo uso sigue siendo frecuente en el archipiélago.
Usualmente es una medida de capacidad, equivalente a 75 litros (una fanega, cuatro celemines y medio cuartillo), y subdividida en 25 gantas.

## Descripción
El cavan fue definido en el siglo XIX por el gobierno de las Indias Orientales Españolas, como siendo equivalente a 75 litros. Aunque, oficialmente, las Filipinas llegaron a ser, enteramente métricas en 1860, este valor esta aún en uso bien entrado el siglo XX.
El cavan fue reportado en el final del siglo XIX como una medida par arroz equivalente a 98.28 litros. Varias referencias del mismo período lo describen como una unidad de masa: para arroz, 133 lb (cerca de 60.33 kg); para cocoa, 83.5 libras, (cerca de 37.87 kg) una fuente dice en promedio 60 kg de arroz y 38 kg de cacao. Otras fuentes reclaman que era el equivalente de 58.2 kg.
En toda probabilidad, este es el caso en el cual algunas materias primas comenzaron a ser comerciadas por peso en lugar de por volumen, y un "cavan de arroz" llegó a ser una cierta masa más que un cierto volumen. Una fuente dice que antes de 1973, un cavan de cualquier tipo de arroz pesaba 50 kg. Una fuente dice que después de 1973 un cavan de arroz bruto de palay (arroz sin descascarillar) pesaba 44 kg  y un cavan de arroz molido pesaba 56 kg (lo significativo del dato de 1973 no es claro).
Ejemplo de uso: "Al presente, debido a la tardía escases de arroz en Camarines y Leyte, el precio del arrozal en Iloilo subió a 10 rials por cavan provincial, el cual es igual a una y media de las medidas (cavan del rey) utilizadas en Manila".